# Torriglia
Torriglia là một đô thị ở tỉnh Genova thuộc vùng Liguria, tọa lạc ở thượng thung lũng Trebbia, khoảng 20 km về phía đông bắc của Genova. 

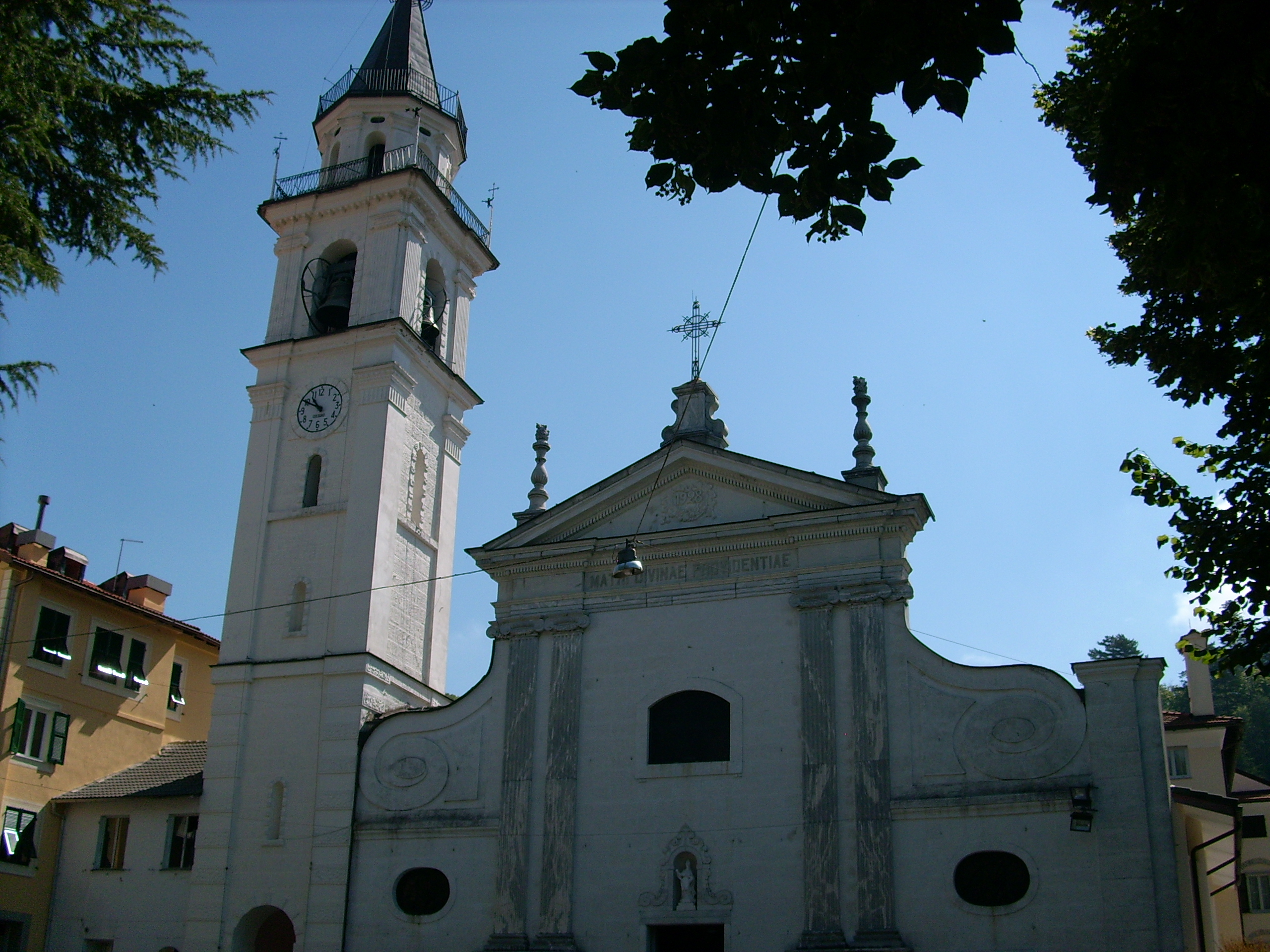
Church of Sant'Onorato in Torriglia.

Torriglia giáp các đô thị sau: Davagna, Lorsica, Lumarzo, Mocònesi, Montebruno, Montoggio, Neirone, Propata, Rondanina, Valbrevenna.